# Marian Przędzik

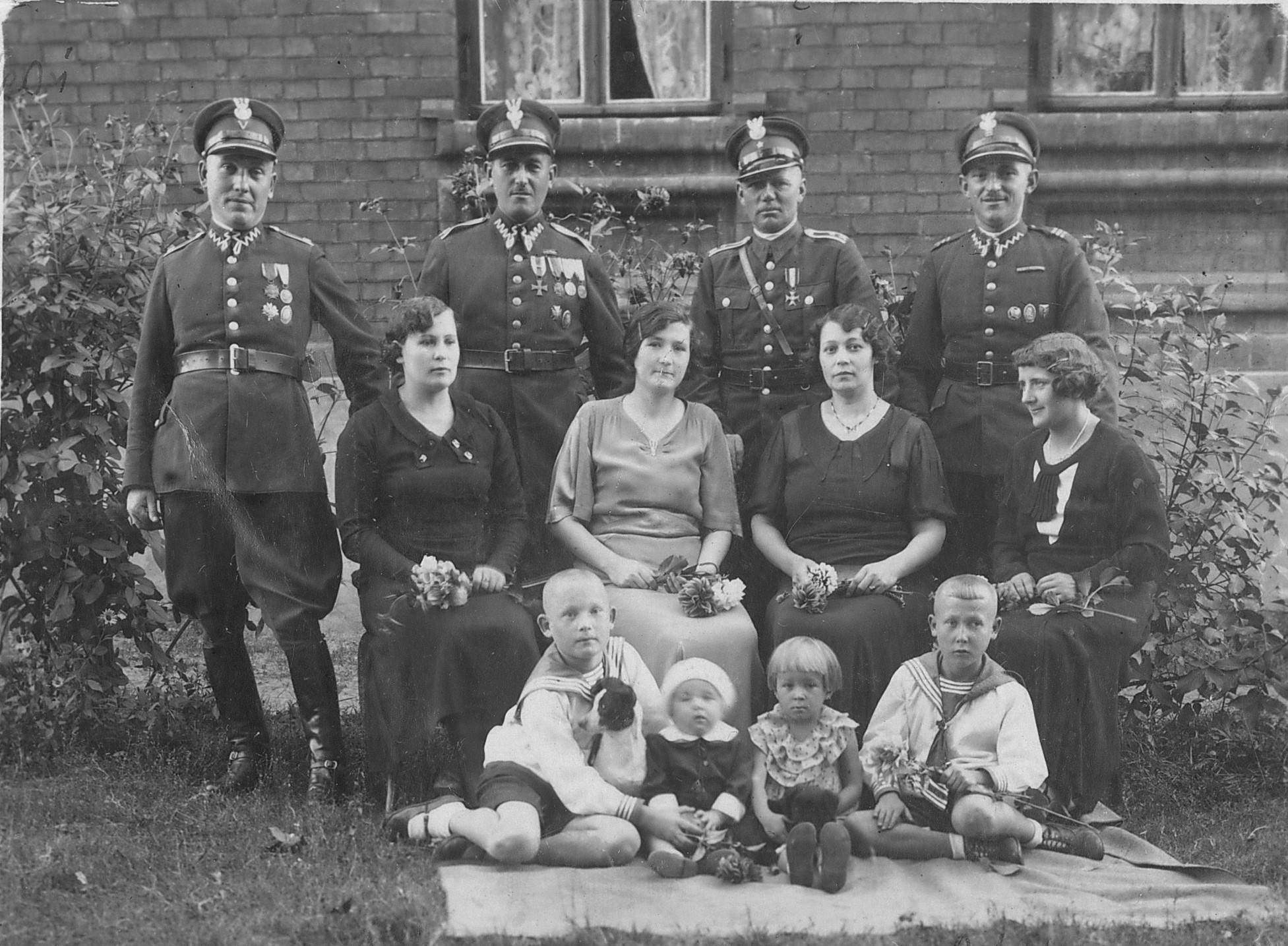
Marian i Bronisława Przędzikowie z zaprzyjaźnionymi podoficerami 16 Szwadronu Kawalerii KOP i ich rodzinami w Leninie w 1935 roku. Od lewej: wachm. Jan Korościk z żoną Serafiną, st. wachm. Franciszek Ratajczak z żoną Stanisławą, chorąży Marian Przędzik z żoną Bronisławą, plut. Antoni Krawczyk z żoną Konstancją; dzieci: Anatol Korościk, Henryk i Krystyna Ratajczakowie, Aleksander Korościk.

Marian Przędzik (ur. 16 grudnia 1891 w Gębicach, zm. 16 maja 1969 w Słubicach) – kombatant, działacz społeczny, oficer Wojsk Ochrony Pogranicza, kawaler Orderu Virtuti Militari.

## Życiorys
Był synem Antoniego, robotnika, który osierocił go w drugim roku życia. Odtąd wychowaniem czworga dzieci zajmowała się matka, która trudniła się krawiectwem. Ukończył niemiecką szkołę powszechną i przyuczył się do zawodu ogrodnika, rozpoczynając pracę w niemieckich ogrodnictwach w Berlinie. Jak tysiące Polaków z Wielkopolski w 1913 został powołany do armii niemieckiej, w której służył do końca I wojny światowej. 
Po otrzymaniu wiadomości o wybuchu powstania wielkopolskiego 1918/1919 przyjechał od razu do Poznania, żeby wziąć udział w walkach o wolność Wielkopolski. W ostatnich dniach grudnia 1918 udał się do Gębic by odwiedzić matkę, której nie widział od początku wojny. Został aresztowany w Lesznie, ale dzięki niespodziewanej pomocy udało się mu uciec. Brał czynny udział w powstaniu 6 stycznia 1919 i walczył w rejonie Ponieca, a następnie udał się do rodzinnego domu.
Po trzech dniach powrócił jednak do Poznania i wcielony został do 1 pułku ułanów wielkopolskich. Walczył w okolicach Rynarzewa, Szubina i nad Notecią, niedaleko Wyrzyska, aż do ostatniego dnia powstania. Przez całe dwudziestolecie międzywojenne służył w wojsku.
1  grudnia 1920 roku został mianowany podoficerem zawodowym Wojska Polskiego (15 pułk ułanów wielkopolskich). Przynajmniej od 1925 roku służył w Korpusie Ochrony Pogranicza (był już sierżantem). 6 lutego 1926 roku poślubił Bronisławę z Kucharskich (1897–1977). Najpóźniej od 1931 roku do 1935 roku służył w 16 szwadronie kawalerii KOP w Leninie, będąc szefem szwadronu. Z dniem 1 czerwca 1935 roku został awansowany na stopień chorążego. Od stycznia 1936 roku jego nazwisko pojawia się na listach batalionu KOP „Borszczów”. Pełnił wówczas służbę w 14 szwadronie kawalerii KOP „Zaleszczyki”, gdzie służył do września 1939 roku.
W czasie kampanii wrześniowej, w stopniu chorążego, walczył w szeregach szwadronu KOP „Zaleszczyki”. Został ranny i dostał się do niemieckiej niewoli. Do końca wojny przebywał w Oflagu VII A Murnau w Bawarii . 
W roku 1945 na stałe zamieszkał w Słubicach. Był tam pierwszym komendantem Strażnicy Wojsk Ochrony Pogranicza. Będąc na tym stanowisku położył niemałe zasługi dla stabilizacji życia w mieście. Pomagał napływowej ludności w osiedlaniu się, zwalczał wrogą propagandę, głoszącą tymczasowość powrotu Polski na Ziemie Zachodnie. Stojąc na straży praworządności ludowej, bronił mienia społecznego przed szabrownikami. W latach 1950–1958 był instruktorem, a potem kierownikiem Zarządu Powiatowego Ligi Obrony Kraju. Od 1946 należał do aktywu PPR, a później do PZPR. Zmarł 16 maja 1969 roku. Spoczywa na cmentarzu komunalnym w Słubicach.

## Ordery i odznaczenia
- Krzyż Srebrny Orderu Wojskowego Virtuti Militari[5] nr 3673 (26 sierpnia 1922)[6]
- Krzyż Kawalerski Orderu Odrodzenia Polski
- Krzyż Walecznych
- Srebrny Krzyż Zasługi
- Order Krzyża Grunwaldu
- Medal Niepodległości – 9 listopada 1932 roku „za pracę w dziele odzyskania niepodległości”[7]
- Medal Zwycięstwa i Wolności 1945
- Medal „Zasłużonym na Polu Chwały”
- Odznaka 1000-lecia Państwa Polskiego
- Odznaka Pamiątkowa Wojsk Wielkopolskich
- Odznaka Honorowa „Za zasługi w rozwoju województwa zielonogórskiego”
- Złota Odznaka Zasłużonego Działacza LPŻ
- Medal „Za szczególne osiągnięcia w rozwoju sportu i turystyki na Ziemi Lubuskiej”